# Pseudothymara staudingeri
Pseudothymara staudingeri är en fjärilsart som beskrevs av Alois Friedrich Rogenhofer 1888. Pseudothymara staudingeri ingår i släktet Pseudothymara och familjen Himantopteridae. Inga underarter finns listade i Catalogue of Life.